# 黄犬契約
黄犬契約（おうけんけいやく、こうけんけいやく）とは、雇用者が労働者を雇用する際に、労働者が労働組合に加入しないこと、あるいは、労働組合から脱退することを雇用条件とすることをいう。

## 概要
労働基本権を雇用者が制限するものであり、不当労働行為として禁止されている。日本の現行法では労働組合法第7条で禁止が明文化されている。
この語は英語の'yellow-dog contract'に由来する。'yellow dog'には「卑劣なやつ」という意味があり、労働者の団結を破り、使用者の圧力に屈する形で雇用契約を結ぶ行為を非難するニュアンスが込められている。黄犬契約は1920年代、アメリカで恐慌時に経営者が労働運動を弾圧するために多く用いられたが、1932年に連邦最高裁判所で無効という判決が出された。
黄犬契約はそれ自体として禁止されていて、この条件に基いて実際解雇が行われると否とは関係がない。また、かかる雇用条件の設定は、雇入の場合に限らず、雇用継続中においても禁止される。労働組合に加入することを雇用条件とすることは、労組法第7条1号但書の条件の下にのみ許容される。この条件をそなえていなければ、かかる雇用条件の設定は、それが労働協約によると契約によると否とにかかわらず、法の禁ずるところである（昭和32年1月14日発労第1号）。
なお、自衛隊員、警察職員、消防職員、海上保安庁職員、刑事施設職員が労働組合を結成や加入を禁止することを条件に雇用条件とすることは自衛隊法第64条第1項、国家公務員法第108条の2第5項、地方公務員法第52条第5項により合法である。
黄犬契約として判定された例としては以下の例がある（昭和22年4月22日労発第222号）。なおここでいう「雇用条件」には採用条件も含むが、雇入解雇の条件に限ると解すべきであり、賃金労働時間の如き労働条件を含まない（昭和23年1月23日労発第32号）。
- 甲工場の職工で甲工場単位労働組合組合員で他のいずれの職員組合又は地区的な組合に加入していない者がその工場を辞めて乙工場の職工の雇入れられる場合に乙工場でその労働者に対して甲工場労働組合を脱退することを雇入れの条件とした場合。
- ある地方の一般労働組合の組合員である日傭労働者がある会社の事務員に雇入れられる場合にその会社で本人に対してその組合からの脱退を要求すること（法違反として取り上げる実益がないと考えられる場合であっても同様）。
- ある地方に地区的に組織されている旅館従業員組合組合員である料理人がその地方のある会社の賄夫として雇入れられた場合にその会社が本人に対して旅館従業員組合を脱退することを雇入れの条件とした場合。
- 或る土木建築業者が連合国進駐軍関係の土木業務に使用する為に相当員数の労働者を雇入れんとした場合にそれ等の労働者が従前より全日本進駐軍要員労働組合の組合員であってその土建業者は雇入れの条件として前記進駐軍要員組合よりの脱退を希望した場合。